# Уряд Катару
Уряд Катару — вищий орган виконавчої влади Катару.

## Голова уряду
- Прем'єр-міністр — Абдалла ібн Насір ібн Халіфа Аль Тані (англ. Abdallah bin Nasir bin Khalifa Al Thani).
- Віце-прем'єр-міністр — Ахмад ібн Абдалла аль-Махмуд (англ. Ahmad bin Abdallah al-Mahmud).

## Кабінет міністрів
Склад чинного уряду подано станом на 3 лютого 2016 року.
| Логотип                                                                                        | Міністерство                                                               | Міністр                                                                                 | Фото | Час на посаді | Час на посаді | Партія | Партія | Вебсайт |
| ---------------------------------------------------------------------------------------------- | -------------------------------------------------------------------------- | --------------------------------------------------------------------------------------- | ---- | ------------- | ------------- | ------ | ------ | ------- |
|                                                                                                | Міністерство адміністративного розвитку, праці та соціального забезпечення | Іса Саад аль-Джафалі аль-Науамі (Isa Saad al-Jafali al-Nuami)                           |      |               |               |        |        |         |
|                                                                                                | Міністерство внутрішніх справ                                              | Абдалла ібн Насір ібн Халіфа Аль Тані (Abdallah bin Nasir bin Khalifa Al Thani)         |      |               |               |        |        |         |
|                                                                                                | Міністерство економіки і торгівлі                                          | Ахмад ібн Ясім ібн Мухаммад Аль Тані (Ahmad bin Jasim bin Muhammad Al Thani)            |      |               |               |        |        |         |
|                                                                                                | Міністерство енергетики і промисловості                                    | Мухаммад Саліх аль-Сада (Muhammad Salih al-Sada)                                        |      |               |               |        |        |         |
|                                                                                                | Міністерство закордонних справ                                             | Мухаммад ібн Абд аль-Рахман Аль Тані (Muhammad bin Abd al-Rahman Al Thani)              |      |               |               |        |        |         |
|                                                                                                | Міністерство культури і спорту                                             | Саліх ібн Гханім ібн Насір аль-Алі (Salih bin Ghanim bin Nasir al-Ali)                  |      |               |               |        |        |         |
|                                                                                                | Міністерство муніципалітетів та навколишнього середовища                   | Мухаммад ібн Абдалла ібн Мітіб аль-Румайхі (Muhammad bin Abdallah bin Mitib al-Rumayhi) |      |               |               |        |        |         |
|                                                                                                | Міністерство оборони                                                       | Тамім ібн Хамад Аль Тані (Tamim bin Hamad Al Thani)                                     |      |               |               |        |        |         |
| Державний міністр з питань оборони Халід ібн Мухаммад аль-Атія (Khalid bin Muhammad al-Atiyah) | Міністерство оборони                                                       |                                                                                         |      |               |               |        |        |         |
|                                                                                                | Міністерство освіти                                                        | Мухаммад Абд аль-Вахід Алі аль-Хамаді (Muhammad Abd al-Wahid Ali al-Hamadi)             |      |               |               |        |        |         |
|                                                                                                | Міністерство охорони здоров'я                                              | Ханан аль-Куварі (Hanan al-Kuwari)                                                      |      |               |               |        |        |         |
|                                                                                                | Міністерство пожертв та справ ісламу                                       | Гхайт ібн Мубарак аль-Куварі (Ghayth bin Mubarak al-Kuwari)                             |      |               |               |        |        |         |
|                                                                                                | Міністерство розвитку, планування та статистики                            | Саліх Мухаммад Салім аль-Набіт (Salih Muhammad Salim al-Nabit)                          |      |               |               |        |        |         |
|                                                                                                | Міністерство транспорту і зв'язку                                          | Ясім Сейф Ахмад аль-Султані (Jasim Saif Ahmad al-Sulaiti)                               |      |               |               |        |        |         |
|                                                                                                | Міністерство фінансів                                                      | Алі Шаріф аль-Імаді (Ali Sharif al-Imadi)                                               |      |               |               |        |        |         |
|                                                                                                | Міністерство юстиції                                                       | Гасан Лахдан Сакр аль-Муханнаді (Hasan Lahdan Saqr al-Muhannadi)                        |      |               |               |        |        |         |
|                                                                                                | Державний міністр у справах кабінету міністрів                             | Ахмад ібн Абдалла аль-Махмуд (Ahmad bin Abdallah al-Mahmud)                             |      |               |               |        |        |         |